# Vinzenz Zusner

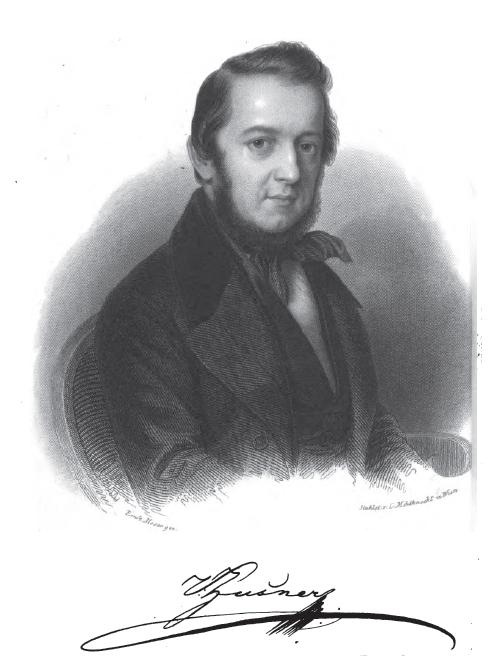
Vinzenz Zusner (1853)

Vinzenz Zusner, auch Vincenz Zusner (* 17. Jänner 1804 in Bischoflack, Krain; † 12. Juni 1874 in Graz, Steiermark), war ein österreichischer Dichter und Unternehmer. Seine lyrischen Natur- und Stimmungsbilder wurden von der zeitgenössischen Kritik positiv aufgenommen, gerieten in den Jahrzehnten nach seinem Tod aber in Vergessenheit. Eine Gesamtausgabe seines Werkes erschien 1871 bei der Hurterschen Buchhandlung in Schaffhausen.

## Leben

### Jugend und Unternehmertum

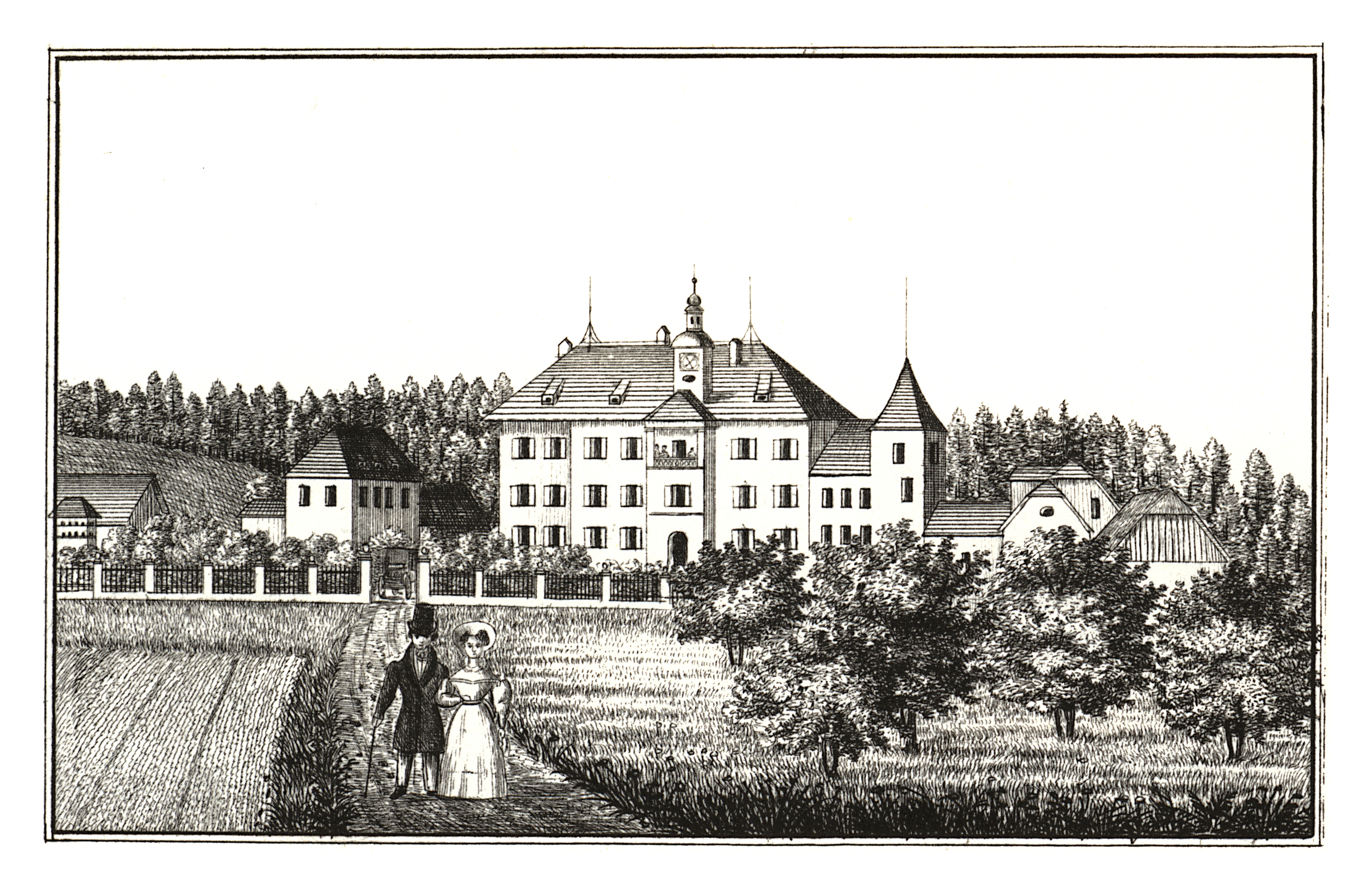
Bis 1825 war Zusner Amtsschreiber der Herrschaft Groß-Söding.

Vinzenz Zusner kam 1804 in Bischoflack, im heutigen Slowenien, zur Welt. Sein Vater hatte ein bewegtes Leben und arbeitete unter anderem als Beamter, Herrschaftsverwalter, Landwirt und Offizier. Bereits als Knabe bewies Vinzenz sein lyrisches Talent, indem er erste Gedichte verfasste. Ursprünglich für ein Studium vorgesehen, musste er die Schule abbrechen und eine Lehre in einem Handelsgeschäft antreten, nachdem sich die finanzielle Lage seiner Eltern verschlechtert hatte. Während der Lehrzeit, die er laut Slovenska biografija im Vereinigten Königreich Großbritannien und Irland zubrachte, begann er mit chemischen Versuchen zur Verbesserung verschiedener Handelsartikel. Um Startkapital für ein Unternehmen zu verdienen, nahm er eine Stelle als Amtsschreiber der Herrschaft Groß-Söding an. Dort setzte er seine Experimente mithilfe einiger Bauernjungen fort und erhielt am 17. August 1824 unter dem falschen Namen Kaspar Zusner ein Patent auf seine „schwedische Tranglanzwichse“. Nachdem er einige hundert Gulden gespart hatte, übersiedelte Zusner 1825 in die steirische Landeshauptstadt Graz, wo er Produktion und Verkauf seiner Ware vorantrieb. Mit Exporten nach Livorno, Neapel, Konstantinopel und Rio de Janeiro florierte sein Unternehmen, das er 1844 schließlich veräußerte, um sich ganz seiner Leidenschaft, der Poesie, widmen zu können.

### Laufbahn als Dichter
Erste Gedichte Zusners wurden in Zeitschriften und Almanachen, unter anderem 1828 im Grazer belletristischen Blatt Der Aufmerksame, veröffentlicht. Ab 1840 erschienen einige seiner Lieder in dem von August Schmidt herausgegebenen „musikalischen Taschenbuch“ Orpheus. Seine erste Gedichtsammlung unter dem Titel Gedichte kam 1842 beim Wiener Beck-Verlag heraus. Einem breiteren Publikum wurde Zusner am 21. Oktober 1844 bekannt, als er den Festprolog für die Eröffnung der ersten steiermärkischen Eisenbahnstrecke zwischen Graz und Mürzzuschlag verfasste. 1853 veröffentlichte er seinen zweiten Gedichtband Neue Gedichte.
Zusner verkehrte im Grazer Literaturkreis um die Schriftsteller Karl von Holtei und Karl Gottfried von Leitner sowie die beiden Hochschullehrer Karl Weinhold und Johann Baptist von Weiß. Sein Freund und Förderer Weiß, der einen Lehrstuhl für Geschichte an der Universität Graz innehatte, lobte die Arbeit des Autodidakten in den höchsten Tönen. Er verglich sie mit „einem durch frühlingshelle Auen dahinrieselnden Wiesenbache, der jetzt die Blütenflocken eines duftenden Lindenbaumes neckisch entführt, gleich darauf die friedliche Hütte eines Landmanns mit melodischem Wohllaut begrüßt und dann wieder mit bunt gefärbten Wiesenblumen kost und schäkert.“ Professor Weiß verschaffte Zusner ein Engagement mit der Hurterschen Buchhandlung in Schaffhausen, die seine Gedichte 1858 neu auflegte und ihn über die Grenzen hinaus bekannt machte. 1863 erschien seine dritte Gedichtsammlung Im Walde. Naturbilder. Seine letzte Veröffentlichung in Buchform war 1871 die dritte überarbeitete Neuauflage seines Erstlingswerks.

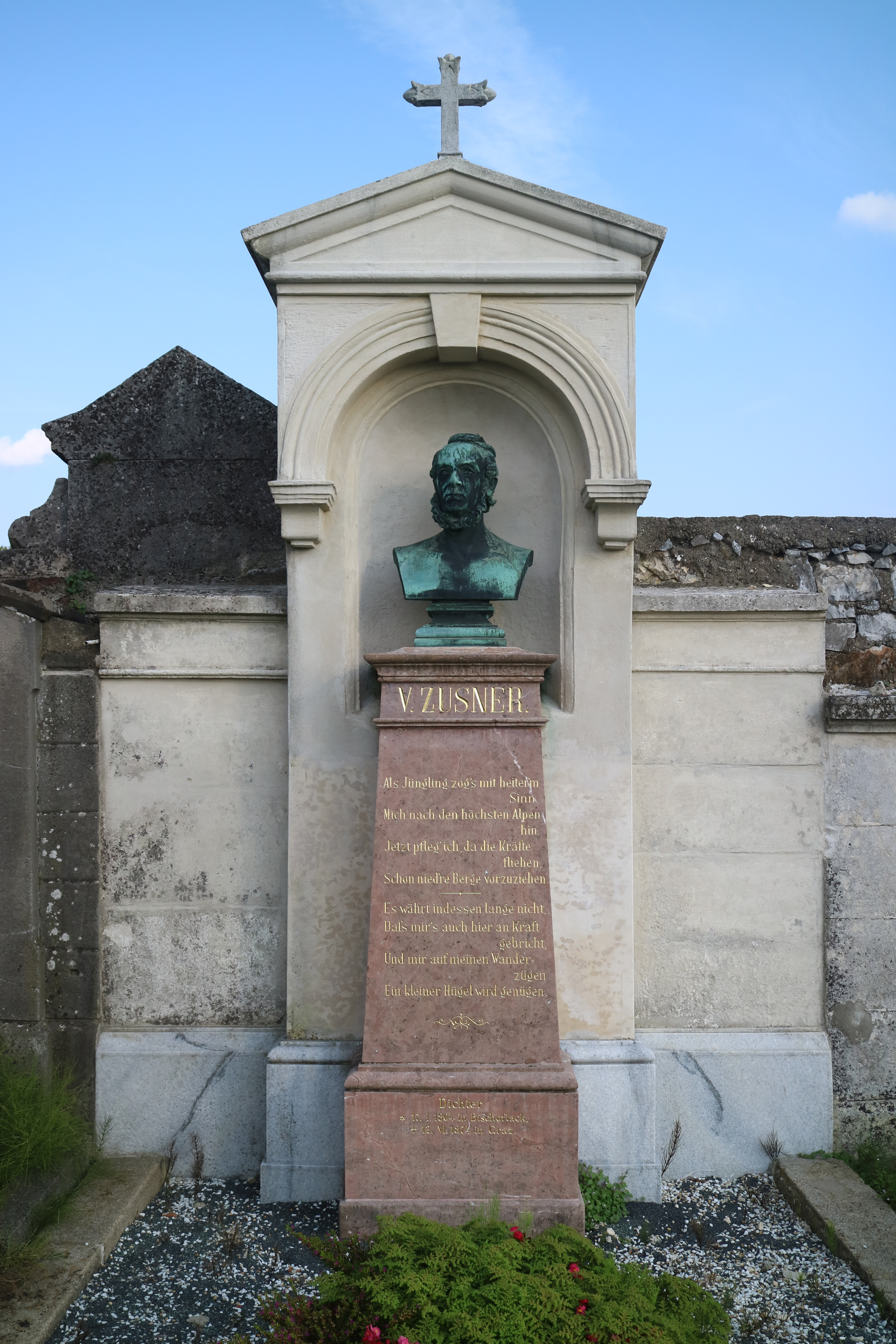
Zusners Grabstätte

Vinzenz Zusner starb am 12. Juni 1874 in seiner Wahlheimat Graz. Er wurde auf dem Stadtfriedhof St. Peter beigesetzt. Sein Ehrengrab, das 1924 neu hergerichtet wurde, ziert eine Bronzebüste von Karl Lacher sowie das von Zusner selbst verfasste Gedicht (An) Die Berge:
Als Jüngling zog’s mit heiter’m Sinn

Mich nach den höchsten Alpen hin.

Jetzt pfleg’ ich, da die Kräfte fliehen,

Schon nied’re Berge vorzuziehen.
Es währt indessen lange nicht,

Dass mir’s auch hier an Kraft gebricht,

Und mir auf meinen Wanderzügen

Ein kleiner Hügel wird genügen.

### Nachlass
Da Zusner keine Nachkommen hatte, setzte er den 16 Jahre jüngeren Johann Baptist von Weiß in seinem Testament vom 16. Juni 1872 als Universalerben ein. Unter anderem vererbte er seinem Freund den villenartigen Rosenhof nahe dem Gasthof zum Stoffbauer am Grazer Rosenberg. Ein späterer Besitzer, der Medizinalrat Anton Rumpold, fand dort in den 1920er Jahren unveröffentlichte Gedichte Zusners, eine Publikation im Rahmen einer bereits geplanten Neuauflage seines Werkes blieb jedoch aus. Des Weiteren vermachte der Dichter 5000 Gulden dem Grazer Armenfonds und 1000 Gulden dem katholischen Männerverein der Stadt.
Vinzenz Zusner, der sich auch als Förderer musikalischen Talents verstand, stiftete 6200 Gulden einschließlich Zinsen für zwei Preise, die nach seinem Tod jährlich vom Konservatorium der Gesellschaft der Musikfreunde in Wien vergeben wurden. Ein Preisgericht, zusammengesetzt aus dem Direktor, einem Kompositions- und einem Gesangslehrer, zeichnete ab dem Schuljahr 1875/76 jeweils die beiden besten Vertonungen eines seiner Gedichte aus. Für den ersten Platz wurden 20, für den zweiten Platz zehn Dukaten ausgezahlt. Die Preisrichter erhielten außerdem einen Ehrensold von je fünf Dukaten. Das Biographische Lexikon des Kaiserthums Oesterreich listete 1891 folgende 30 Preisträger:
| Schuljahr | 1. Preis                | 1. Preis                       | 2. Preis            | 2. Preis                     |
| --------- | ----------------------- | ------------------------------ | ------------------- | ---------------------------- |
| 1875/76   | Ernst Ludwig            | Das Abendglöcklein             | Joseph Saphir       | Die Blumenseelen             |
| 1876/77   | Ernst Ludwig            | Der Krieger und sein Roß       | Rudolf Nováček      | Das alte Liebesplätzchen     |
| 1877/78   | Rudolf Krzyzanowski     | Das Abendglöcklein             | Ernst Ludwig        | Der verwelkte Flieder        |
| 1878/79   | Robert Fischhof         | Das Mädchen und die Zigeunerin | Rudolf Philipp      | Die gebeugte Rose            |
| 1879/80   | Richard Mandl           | Das Echo                       | Victor von Herzfeld | Der Morgenstern              |
| 1880/81   | Josef von Wöss          | Die Blumenseelen               | Hans Fink           | Erinnerung                   |
| 1881/82   | Joseph Rosenberg        | Die Blumenseelen               | Hans von Zois       | Einst hatt’ ich einen Freund |
| 1882/83   | Robert Erben            | Vergißmeinnicht                | Hans von Zois       | Drüben am Wiesenplan         |
| 1883/84   | Robert Erben            | Der Harfner                    | E. Humlisch         | Das Veilchen                 |
| 1884/85   | –                       | –                              | Gustav Glosner      | Lied und Liebe               |
| 1885/86   | Gustav Glosner          | Vergißmeinnicht                | Ludwig Prechtl      | Das alte Liebesplätzchen     |
| 1886/87   | Georg Valker            | Die schwimmende Rose           | –                   | –                            |
| 1887/88   | Joseph Mayer            | Der eingeschnittene Name       | Franz Wickenhauser  | Das Veilchen                 |
| 1888/89   | Robert Grund            | Des Mädchens Klage             | Edmund Krauß        | Das lebendige Schild         |
| 1889/90   | Heinrich Czerwinka      | Das Mädchen und die Zigeunerin | Edmund Krauß        | Das alte Liebesplätzchen     |
| 1890/91   | Alexander von Zemlinsky | Des Mädchens Klage             | Ignaz Weiß          | Das Abendglöcklein           |

## Werk
Vinzenz Zusners Werk umfasst neben kleinen Stimmungs- und Naturbildern in lyrischer Form auch Liebesgedichte und epische Stücke mit humoristischen oder allegorischen Zügen. Laut Anton Schlossar, der Zusners Andenken in seinen Schriften aufrechterhielt, wusste der Dichter seine Naturbilder bzw. die Stimmung der Landschaft in knappen Strophen und Versen „zierlich zu malen“ und dem Leser „in anmutiger Weise vorzuführen“. Zusner verstehe es gut, seine Seelenstimmung, das durch viele seiner Lieder wehende „tiefempfundene religiöse Gefühl“, harmonisch mit dem Naturbild zu vereinigen. Gegenstand seiner „sinnigen Betrachtungen“ sind oft Bäume, Blumen oder Tiere.

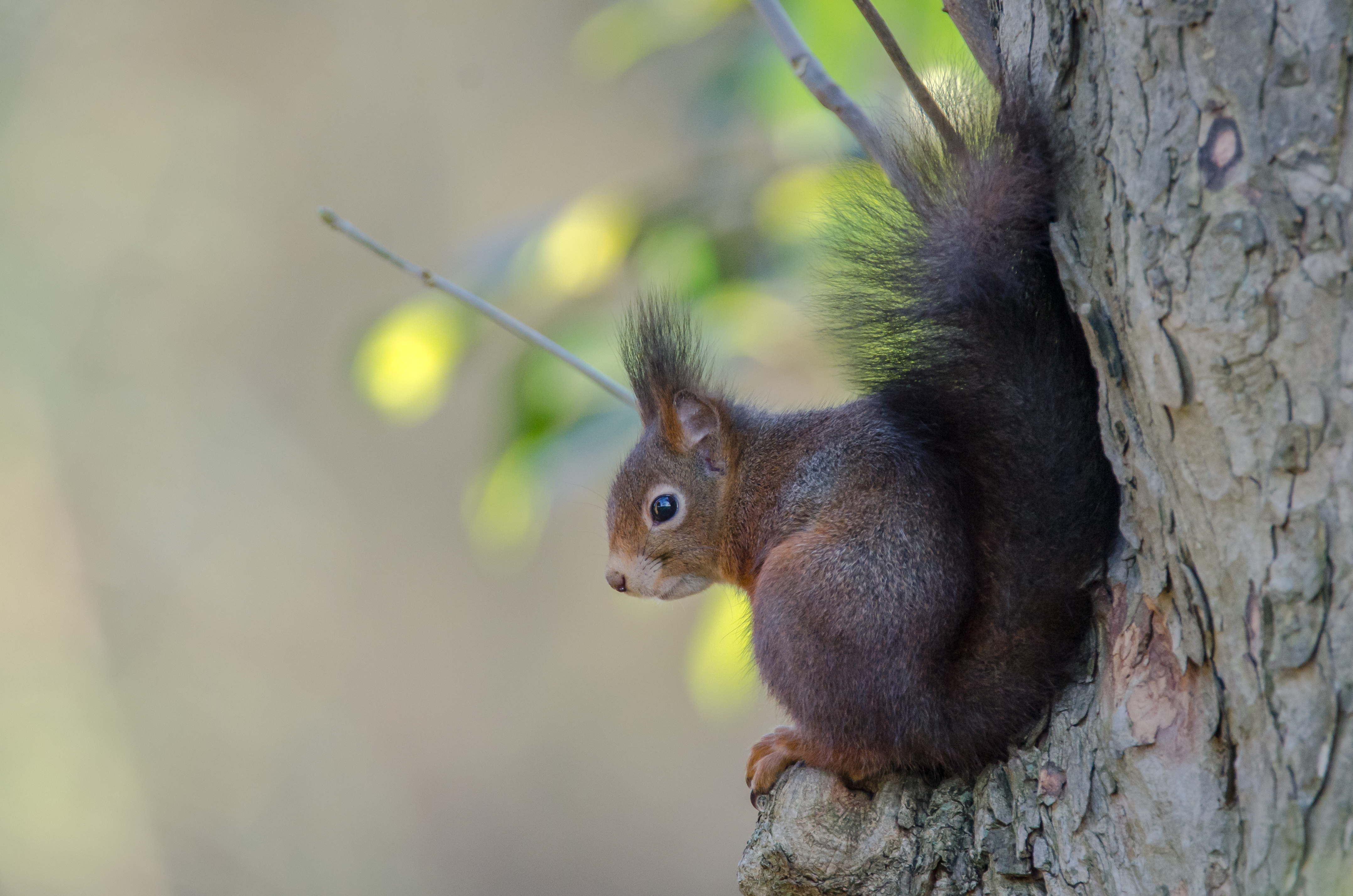
Das Eichhörnchen

Sei nicht so furchtsam, kleines Thier!

Ich flücht’ ja auch ins Waldrevier;

Wir fühlen ganz den gleichen Drang,

Mir wird’s ja auch vor Menschen bang.

Im lauten, tollen Weltgewühl,

Da wird das Leben oft zu schwül,

Mich freut, wie dich, die Waldesruh’,

Mein Herz ist auch so scheu wie du.
Der Wanderbursch

Ein Liedchen trällernd, flink und frei,

So zieht an mir der Bursch vorbei,

Dem, leichtverwahrt, sein ganzes Gut,

Im Ränzchen auf dem Rücken ruht.

O thöricht, wer vor Müh’ und Schweiß

Die Freude nicht zu finden weiß!

Je mehr du strebst, je mehr du hast,

Je schwerer drückt die Sorgenlast!
Von Zusner sind auch Scharaden überliefert, so etwa diese zweisilbige:
Gesellt die Erste sich zum Muth,

So steht es jedem Mädchen gut.

Die Zweyte wurde dort geseh’n,

Wo jetzt die neuen Häuser steh’n.

Das Ganze aber wird vollbracht,

Gewöhnlich wenn der Lenz erwacht.
Ein weiteres Beispiel ist diese zweisilbige Streck-Scharade „Das Ganze“:

„Von mir gibt es ein Einziges in ganz Europa, und doch findet man deren mehrere in Wien und Paris, in Warasdin und London. – Ganz allein bin ich viele tausend Klafter lang; deren ein ganzes Dutzend aber würden nicht tausend Zoll messen.“

Auch folgendes Buchstabenrätsel stammt von Vinzenz Zusner:
Ich hab’ der Zeichen sieben,

Die bilden, nach Belieben,

Die Wörter: Neger, Segen,

Er, Sterne, Gerste, Regen,

Gern, enge, gestern, Rest,

Erst, See, Regent und Nest.

## Rezeption
Die zeitgenössische Kritik begegnete Zusner mit Wohlwollen. Sein erster Gedichtband wurde
für seine Originalität, Klarheit und Natürlichkeit gelobt und erntete sogar vom ansonsten sehr kritischen Moritz Gottlieb Saphir anerkennende Worte. In einer Wiener Tageszeitung wurden seine Gedichte als „Ergebnis der Wahrheit, der Tiefe und Reinheit des Gefühls“ gefeiert: Er habe „das seltene Talent, in wenigen einfachen aber klaren und bezeichnenden Worten vieles auf das Umfassendste zu fangen“. Ein Kritiker nannte ihn „Klopstock der Gesellenvereine“ und „Gleim der Töchterschenken“, Karl Goedeke und Anton Schlossar einen der besten Vertreter der deutschösterreichischen Lyrik.
Constant von Wurzbach, der ihm einen Sinn für das „Niedlichschöne und Nutzbare“ attestierte, beschrieb Zusners Werk besonders blumig:

„Zusner mit seinen kurzen lyrischen Ergüssen mahnt an kein Vorbild, sie gehen auch nicht mit der Zeit, sie sind echte ungefälschte Naturlyrik, die für alle Zeit bestehen bleibt, wie Lerchenschlag und Amselgesang sich auch nicht nach der Zeit richtet und alle Lenze gleich und lieblich klingt.“

Auch andere Zeitschriften lobten seine Werke:

„Man kann sich über Zusner's Gedichte sehr kurz fassen, denn dem Tadel biethen sie kaum einen Anhaltspunct, und mit dem Lobe, wenn es sich nicht in Floskeln breit machen will, ist der Kritiker bald erschöpft. Es ist in denselben der rein-lyrische Charakter ausschließlich vorwaltend; sie sind, ich möchte sagen, Naturlaute, einem poetisch erregten Gemüthe entsprungen, das aus innerem Bedürfnisse singt.“

„Wir loben vor Allem die einfach wahre, naturlaue Sommerlichkeit, welche wie ein freundlicher Odem Zusner's Gedichte durchweht.“

„Zusner's Gedichte sind das Ergebniß der Wahrheit, der Tiefe und Reinheit des Gefühls, wodurch er begeistert wurde für fromme – nicht frömmelnde – Anschauung, für Gott, Fürst und Vaterland!“

Weniger euphorisch beurteilen Nagl/Zeidler den Dichter, dessen „liebenswürdiger, aber seichter Lyrik“ sie die Fähigkeit absprechen, das, „was das Menschenherz in seinem tiefsten Innern erschüttert zum Ausdruck zu bringen“. Ein Zeitgenosse soll Zusner als „biederen Philister, der (…) die philiströse Cerevisia mit bürgerlicher Seelenruhe trinkt, ein Verehrer von Schillers Gang zum Eisenhammer (der Eisenhammer war eine Kneipe in Graz, Anm.) und in jeder Laune ein Wahrheitsfreund bleibt, was Andere nur in Weinlaune sind“ geschildert haben. 1953 erinnerte die Kleine Zeitung an den „Schuhwichs-Fabrikanten und Dichter“:

„Heute freilich berühren uns die wenigsten seiner Gedichte, die ein Zeitgenosse treffend ‚Gedankenspäne‘ nannte und die ‚sehr glücklich erdachten und durchgeführten‘ politischen Anspielungen seiner Verse erscheinen uns heute mehr als zahm. Trotzdem – in mancher Zeile, in einer eleganten, bissigen Wendung ist er uns auch heute noch nah, wenn wir in den vergilbten Seiten seiner Bücher blättern.“

Neben Schülern des Wiener Konservatoriums vertonten namhafte Komponisten wie Anselm Hüttenbrenner, Gottfried von Preyer, Franz Schreker, Anton Emil Titl und Hugo Wolf Zusners Lieder. Adolf Müllers Komposition zu Das Licht am Fenster erfreute sich großer Beliebtheit bei Gesangvereinen.

## Gedichte (Auswahl)
- Die Augen. In: Der Aufmerksame, 19. Juni 1832, S. 3 (online bei ANNO). (1832)
- Sonett. In: Der Aufmerksame, 16. November 1833, S. 3 (online bei ANNO). (1833)
- Freundschaft. In: Der Aufmerksame, 10. Mai 1834, S. 3 (online bei ANNO). (1834)
- Die Gewitternacht. In: Der Aufmerksame, 5. Mai 1835, S. 1 (online bei ANNO). (1835)
- Fragen. In: Der Aufmerksame, 14. Mai 1835, S. 4 (online bei ANNO). (1835)
- Die grüne Farbe. In: Der Aufmerksame, 16. Juni 1836, S. 6 (online bei ANNO). (1836)
- An den Mond. In: Der Aufmerksame, 7. Juli 1836, S. 4 (online bei ANNO). (1836)
- Den fernen Lieben. In: Der Aufmerksame, 20. September 1836, S. 3 (online bei ANNO). (1836)
- Das Echo. In: Der Aufmerksame, 20. April 1837, S. 4 (online bei ANNO). (1837)
- Meine Reisen. In: Der Aufmerksame, 6. Mai 1837, S. 3 (online bei ANNO). (1837)
- Der Krieger und sein Roß. In: Der Aufmerksame, 22. August 1837, S. 10 (online bei ANNO). (1837)
- Denkst Du noch daran?. In: Der Aufmerksame, 30. September 1837, S. 3 (online bei ANNO). (1837)
- Falsche Größe. In: Der Aufmerksame, 19. Dezember 1837, S. 2 (online bei ANNO). (1837)
- Feiertage. In: Der Aufmerksame, 11. Jänner 1838, S. 1 (online bei ANNO). (1838)
- Antwort. In: Der Aufmerksame, 31. Mai 1838, S. 1 (online bei ANNO). (1838)
- Mein Thal. In: Der Aufmerksame, 23. August 1838, S. 1 (online bei ANNO). (1838)
- Vielleicht. In: Der Aufmerksame, 7. September 1838, S. 1 (online bei ANNO). (1838)
- Der Pensionist. In: Der Aufmerksame, 7. Dezember 1838, S. 1 (online bei ANNO). (1838)
- Ihre Augen. In: Der Aufmerksame, 22. Dezember 1838, S. 1 (online bei ANNO). (1838)
- Der erste Schnee. In: Der Aufmerksame, 5. November 1839, S. 1 (online bei ANNO). (1839)
- Die beiden Raben. In: Der Aufmerksame, 12. November 1839, S. 1 (online bei ANNO). (1839)
- Der Einsame. In: Der Aufmerksame, 16. April 1840, S. 1 (online bei ANNO). (1840)
- Vor einem Kinde. In: Der Aufmerksame, 4. März 1841, S. 1 (online bei ANNO). (1841)
- Am Grabe. In: Der Aufmerksame, 2. November 1841, S. 1 (online bei ANNO). (1841)
- Der Reisegefährte/ Der Kutscher/ Das umgerissene Bäumchen. In: Der Aufmerksame, 8. März 1842, S. 1 (online bei ANNO). (1842)
- Im Vorfrühling. In: Der Aufmerksame, 12. März 1842, S. 1 (online bei ANNO). (1842)
- Die Reben. In: Der Aufmerksame, 4. Mai 1842, S. 1 (online bei ANNO). (1842)
- Zur Feier der Eisenbahn-Eröffnung. In: Der Aufmerksame, 22. Oktober 1844, S. 1 (online bei ANNO). (1844; zur Eröffnung des steirischen Abschnitts der Südbahn zwischen Mürzzuschlag und Graz)
- Das Altarbild der Kirche im Curorte Gleichenberg. In: Der Aufmerksame, 1. Juli 1845, S. 1 (online bei ANNO). (1845)
- Auf der Choralpe. In: Der Aufmerksame, 27. Juni 1846, S. 1 (online bei ANNO). (1846)

## Bibliografie
- Gedichte (1842, Neuauflagen 1858 und als Gesamtausgabe 1871)
- Neue Gedichte. Mit dem Bildnisse und Facsimile des Verf. (1853)
- Im Walde. Naturbilder (1863)